# کشته‌شدن نیما نوری
نیما نوری (۲۷ فروردین ۱۳۸۳ – ۱۲ آبان ۱۴۰۱) یکی از کشته‌شدگان خیزش ۱۴۰۱ ایران در کرج بود.

## کشته‌شدن
نیما نوری برای شرکت در مراسم چهلم حدیث نجفی عازم آرامستان بهشت سکینه کرج بود که با شلیک دو گلوله به جناغ سینه و ران پایش توسط نیروهای امنیتی کشته شد. نیما ابتدا به درمانگاه وصال کرج منتقل شد. اما پس از آن به‌دلیل خون‌ریزی زیاد به بیمارستان مدنی منتقل شد و همان روز در آنجا درگذشت.
یکی از دوستان نیما در گفتگو با تلویزیون من‌وتو گفت: پدر و مادرش خیلی سعی کردند که او را منصرف کنند که به اعتراضات نرود. اما او گوش نمی‌کرد و به تجمعات می‌پیوست. حتی یک روز به خانه که بازگشت پایش توسط نیروهای جمهوری اسلامی تحت ضربات باتوم قرار گفته بود و چند روز به سختی راه می‌رفت. بالاخره در روز چهلم حدیث نجفی و پارسا رضادوست به پدرش گفت می‌خواهم بروم اعتراضات. باز هم خانوادش اصرار داشتند که او را منصرف کنند. اما نیما تصمیم قطعی داشت که برود. نزدیکی بهشت سکینه که بودند ترافیک و راه بندان شده بود. همان‌جا نیما به پدرش گفت تو برو من پیاده می‌روم. شب اون روز به خانواده نوری زنگ زدند که فرزندتان فوت شده. نیما در هنگام کشته‌شدن ۱۸ سال و ۶ ماه سن داشت و تک‌فرزند خانواده بود. او دیپلم داشت و فردی مهربان و ساده بود و عاشق ماشین و رانندگی بود.
نیما چند روز پیش از کشته‌شدن به حساب سازمان مردم‌نهاد ۱۵۰۰ تصویر در اینستاگرام گفته بود حاضر است برای «میهن و آزادی» جانش را فدا کند.

## تحویل ندادن پیکر به خانواده
نیروهای امنیتی، پیکر وی را در هنگام خاک‌سپاری، به خانواده‌اش تحویل ندادند.